# Dance Club Songs

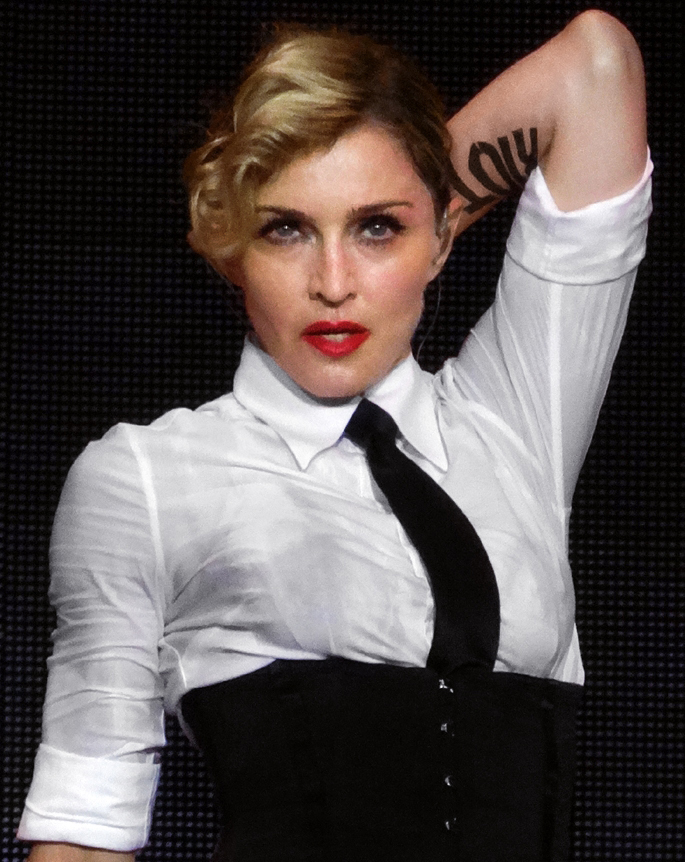
Мадонна обладает абсолютным рекордом танцевального чарта: у неё 50 хитов-чарттопперов, то есть побывавших на первом месте, начиная с первого «Holiday»/«Lucky Star» (1983) и до «I Don’t Search I Find» (2020).

Hot Dance Club Songs — хит-парад танцевальной (ранее диско) музыки Billboard, также известный как Club Play Singles, ранее именовавшийся Hot Dance Club Play и Hot Dance/Disco, формирующийся на основе данных о популярных треках, проигрывающихся в ночных клубах США. Он формируется на основе данных, предоставляемых еженедельно клубами и диджеями, которые официально имеют статус Billboard reporting DJ.

## История
Hot Dance Club Songs появился в 1974 году и назывался тогда Disco Action. Изначально он содержал 10 композиций, расположенных на основе ротации в клубах Нью-Йорка, а затем и других штатов. 28 августа 1976 он превратился в чарт из 30 мест и сменил название на National Disco Action Top 30. В 1979 количество мест возросло до 60, затем до 80 и, наконец, до 100. В 1981 году количество вновь сократилось до 80.
16 марта 1985 года чарт был разделён на Hot Dance/Disco, в который включались треки, играющиеся в клубах (50 мест), и Hot Dance Singles Sales, составляемый на основе продаж (также 50 мест).
Эти два чарта функционируют по сей день, но их названия сменились на Hot Dance Club Songs и Hot Dance Single Sales. В 2003 году появился Hot Dance Airplay, формирование которого происходит на основе данных о ротации танцевальных треков на семи радиостанциях, базирующихся на этом музыкальном направлении.

## Рекорды чарта
Наибольшее количество синглов #1 в Hot Dance Club Songs
1. Мадонна — 50
2. Рианна — 33
3. Бейонсе — 22
4. Джанет Джексон — 20
5. Кэти Перри — 19
6. Дженнифер Лопес — 18
7. Мэрайя Кэри — 17
8. Kristine W — 17
9. Донна Саммер — 16 (или 15)
10. Леди Гага — 15
11. Dave Audé — 13
12. Уитни Хьюстон — 13
13. Энрике Иглесиас — 13
14. Кайли Миноуг — 13
15. Pitbull — 13
16. Дебора Кокс — 10
17. Pet Shop Boys — 10
По 5 танцевальных чарттопперов за один календарный год (январь — декабрь) имела Рианна (2017: «Love on the Brain», «Sex with Me», «Pose», «Wild Thoughts» (DJ Khaled featuring Rihanna and Bryson Tiller), «Desperado»). По 4 танцевальных чарттоппера за один календарный год (январь — декабрь) имели: Рианна (2016, 2011, 2010, 2007), Леди Гага (2011, 2009), Бейонсе (2009) и Кэти Перри (2014).